# Quatuor à cordes de Delage
Pour les articles homonymes, voir Quatuor à cordes (homonymie).
Le Quatuor à cordes en ré mineur de Maurice Delage est une partition de musique de chambre composée entre 1946 et 1948. Dédié à Ida Rubinstein et « à la mémoire de Maurice Ravel », il a été créé le 1er février 1949 à l'École normale de musique de Paris par le quatuor Lespine.
La partition est publiée par les Éditions Durand en 1951.

## Présentation

### Mouvements
1. Animato ( = 132) à 
,
2. Scherzo — Vif ( = 100) à 
,
3. Andante (sans indication métronomique) à 
,
4. Finale — Allegro animato ( = 132) à

### Composition
En 1946, Maurice Delage entreprend la composition de son Quatuor à cordes. Le premier mouvement n'est ni daté ni signé, mais le second l'est du 12 octobre 1946, le troisième du 30 mars 1947 et la partition est achevée le 15 septembre 1948.
La partition est publiée par les Éditions Durand en 1951. L'œuvre porte parfois le numéro d'op.25, dans le catalogue des œuvres du compositeur.

## Création
Dédié à Ida Rubinstein et « à la mémoire de Maurice Ravel », le Quatuor en ré mineur est créé le 1er février 1949 à l'École normale de musique de Paris par le quatuor Lespine. 

## Discographie
1. Maurice Delage : Musique de chambre — Gaggini Strijkkwartet, Cyprès CYP2621 (1998)

### Monographie
- Philippe Rodriguez, Maurice Delage : La solitude de l'artisan, Genève, Éditions Papillon, coll. « Mélophiles », 2001, 159 p. (ISBN 2-940310-08-4, BNF 38913259)